# Lorena Castillo
Lorena Castillo García de Varela (sinh ngày 31 tháng 7 năm 1968) là một nhà báo và chính trị gia Panama. Bà đã từng là Đệ nhất Phu nhân Panama từ ngày 1 tháng 7 năm 2014, trong nhiệm kỳ của chồng bà, Tổng thống Juan Carlos Varela.

## Tiểu sử
Castillo sinh ngày 31 tháng 7 năm 1968, tại thành phố Panama với cha mẹ, Manuel J. Castillo và Moty Garcia. Bà kết hôn với Juan Carlos Varela vào năm 1992.
Castillo tham dự Flint Hill School ở Oakton, Virginia ở Hoa Kỳ. Bà đã nhận được bằng cử nhân báo chí của mình từ Đại học Mỹ Latinh Khoa học và Công nghệ (ULACIT) (ULACIT). Bà làm việc như một nhà báo tại một số tổ chức, bao gồm Telemetro. Vào năm 2012, bà rời báo chí để tập trung vào sự nghiệp chính trị của chồng mình.
Lorena Castillo trở thành đệ nhất phu nhân Panama vào ngày 1 tháng 7 năm 2014. Vào ngày 16 tháng 11 năm 2015, Castillo được chỉ định là "Người ủng hộ đặc biệt cho AIDS ở châu Mỹ La tinh" bởi giám đốc điều hành UNAIDS Michel Sidibé trong một buổi lễ tại Palacio de las Garzas.